# Liste der Baudenkmäler in Teublitz

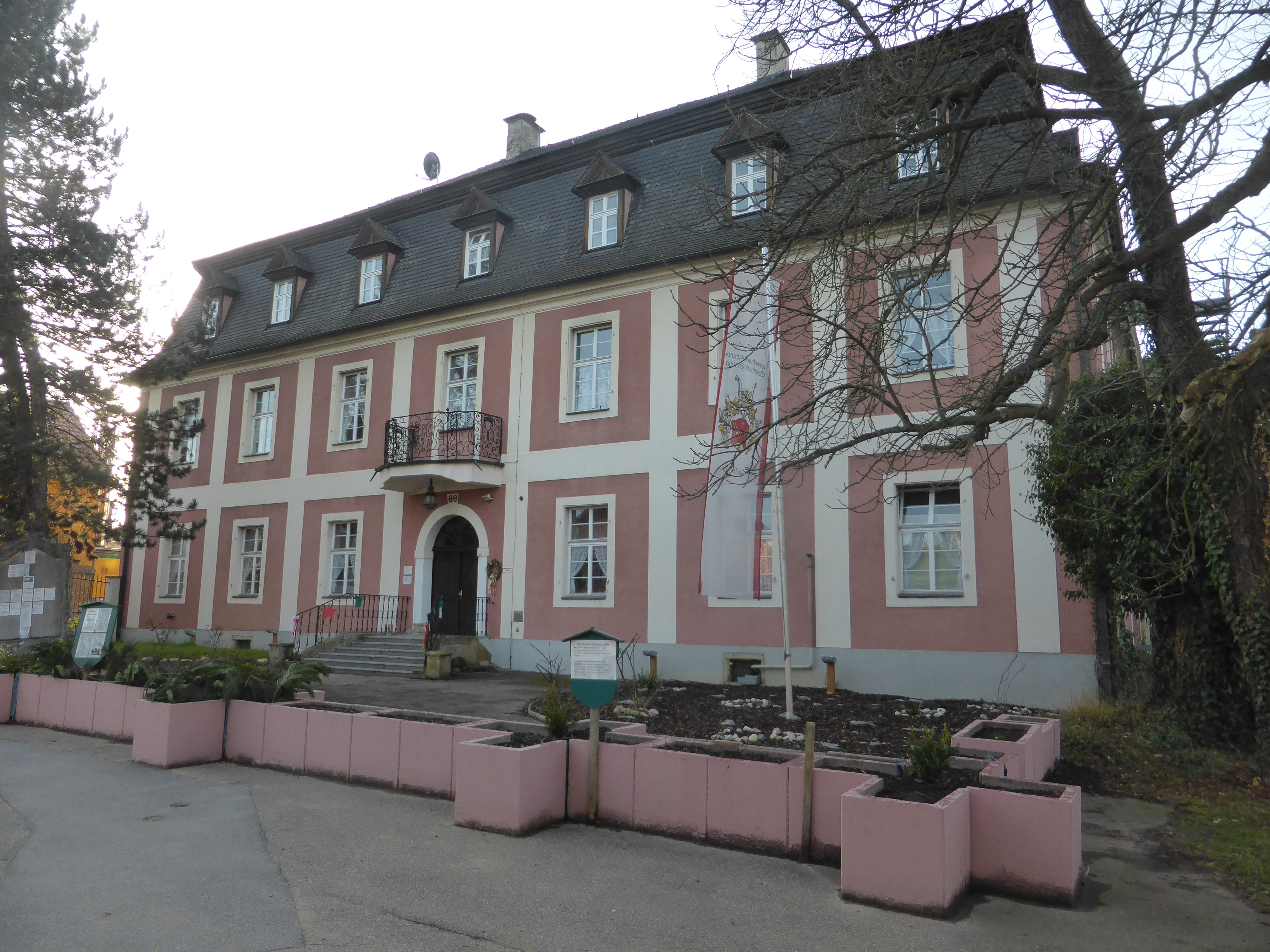
Schloss Teublitz

Auf dieser Seite sind die Baudenkmäler in der Oberpfälzer Stadt Teublitz zusammengestellt. Diese Tabelle ist eine Teilliste der Liste der Baudenkmäler in Bayern. Grundlage ist die Bayerische Denkmalliste, die auf Basis des Bayerischen Denkmalschutzgesetzes vom 1. Oktober 1973 erstmals erstellt wurde und seither durch das Bayerische Landesamt für Denkmalpflege geführt wird. Die folgenden Angaben ersetzen nicht die rechtsverbindliche Auskunft der Denkmalschutzbehörde.

## Baudenkmäler nach Ortsteilen

### Teublitz
| Lage                                           | Objekt                                                              | Beschreibung | Akten-Nr.     | Bild           |
| ---------------------------------------------- | ------------------------------------------------------------------- | --- | ------------- | -------------- |
| Platz der Freiheit (im Schlosspark) (Standort) | Schlossruine, sogenanntes Altes Schloss                             | Dreiseitig erhaltene Außenwände des ehemaligen dreigeschossigen Schlossgebäudes mit Stichbogenfenstern, aus Bruchsteinmauerwerk, 13. Jahrhundert, im Dreißigjährigen Krieg zerstört | D-3-76-170-2  | weitere Bilder |
| Platz der Freiheit 1 (Standort)                | Historische Ausstattung der modernen Pfarrkirche von 1930           | Spätgotische Altarfragmente, spätes 15./frühes 16. Jahrhundert, Grabplattenreliefs, spätes 16. Jahrhundert, beide aus der ehemaligen Schlosskapelle; barocke Christusfigur und Geißelungsszene; Glocke von 1769. | D-3-76-170-11 | weitere Bilder |
| Regensburger Straße 67, 69 (Standort)          | Ehemalige Schlossanlage, sogenanntes Neues Schloss, jetzt Altenheim | Zweigeschossiger Mansarddachbau mit profiliertem Traufgesims, Putzfassade mit Lisenen- und Gesimsgliederung, erbaut für Karl Wilhelm Teufel von Pirkensee, zweite Hälfte 18. Jahrhundert; Wirtschaftsgebäude, drei massive Flügelbauten mit Satteldächern, im Kern 17. Jahrhundert, zum Teil verändert; an Hofeingang zwei Torpfeiler, darüber Steinlöwen mit Wappen, zweite Hälfte 18. Jahrhundert; zwei eingemauerte Steintafeln. | D-3-76-170-1  | weitere Bilder |

### Münchshofen
| Lage                            | Objekt                                                      | Beschreibung | Akten-Nr.     | Bild                                                        |
| ------------------------------- | ----------------------------------------------------------- | --- | ------------- | ----------------------------------------------------------- |
| Schloßstraße 1, 3, 5 (Standort) | Schloss                                                     | Dreiflügelanlage, teils verputzter Bruchsteinmauerwerksbau mit Satteldach und geohrten Fensterfaschen, Mittelbau mit Wappen und Uhr- bzw. Treppenturm mit Kuppeldach und Laterne, Seitenflügel mit rundbogigen Einfahrtstoren und Volutengiebeln mit Obelisken, Ende 16. Jahrhundert; Schlosshofmauer, verputztes Bruchsteinmauerwerk mit Eingangspfeilern, Ende 16. Jahrhundert; nordöstlich vorgelagerte Schlosskapelle Hl. Kreuz, dreiseitig geschlossener Walmdachbau mit seitlichem Vorzeichen und geschweiften Fenstern, südlicher Turmanbau mit Glockendach, geohrten Fensterfaschen und Gesimsgliederung, um 1772; mit Ausstattung; Ökonomiegebäude, erdgeschossiger Bruchsteinmauerwerksbau mit Satteldach, wohl Ende 16. Jahrhundert; Durchfahrtstor, Bruchsteinmauer mit Rundbogentor, wohl Ende 16. Jahrhundert. | D-3-76-170-4  | weitere Bilder                                              |
| Uferstraße 28 (Standort)        | Ehemaliges Schleif- und Polierwerk auf altem Mühlenstandort | Zweigeschossiger und überwiegend unverputzter Bruchsteinmauerwerksbau mit Satteldach, im Südosten firstgedrehter Satteldachanbau in Ziegelbauweise mit Stichbogenfenstern, 1890; mit technischer Ausstattung von 1935; zugehöriges Wohnhaus, lang gestreckter eingeschossiger Satteldachbau mit zwei firstgedrehten, spitzgiebligen Anbauten, überwiegend unverputztes Bruchsteinmauerwerk, im Kern 18. Jahrhundert, Umbau 1880. | D-3-76-170-12 | Ehemaliges Schleif- und Polierwerk auf altem Mühlenstandort |

### Premberg
| Lage                     | Objekt                                             | Beschreibung | Akten-Nr.    | Bild                                               |
| ------------------------ | -------------------------------------------------- | --- | ------------ | -------------------------------------------------- |
| Am Seeberg 12 (Standort) | Katholische Pfarrkirche St. Martin                 | Flachgedeckter und verputzter Satteldachbau mit eingezogenem, quadratischem Chor, wohl um 1150, westliche Langhauserweiterung 1873, an der südlichen Langhausseite verputzter Turm aus Bruchsteinmauerwerk mit Zwiebelhaube, Gesims- und Pilastergliederung, Turmunterbau 12. Jahrhundert, Turmoberbau mit Haube 18. Jahrhundert; mit Ausstattung; Kriegerdenkmal für die Gefallenen des Ersten Weltkriegs, Steinkreuz und Steintafel mit Figurenrelief und Inschrift, nach 1918. | D-3-76-170-6 | weitere Bilder                                     |
| Biethäcker (Standort)    | Wallfahrtskapelle, sogenannte Hoferbrünnel-Kapelle | Kleiner verputzter Satteldachbau mit Glocken-Dachreiter, eingezogenen Rundbogenfenstern und Ecklisenen, 18. Jahrhundert, nach Zerstörung 1826–28 wiederaufgebaut, Dachreiter von 1992; westlich der Straße nach Münchshofen. | D-3-76-170-7 | Wallfahrtskapelle, sogenannte Hoferbrünnel-Kapelle |

### Saltendorf
| Lage                                              | Objekt                             | Beschreibung | Akten-Nr.     | Bild                   |
| ------------------------------------------------- | ---------------------------------- | --- | ------------- | ---------------------- |
| Rötlsteinstraße 3; Rötlsteinstraße 3 a (Standort) | Wallfahrtskirche Mariä Himmelfahrt | Verputzter Langhausbau mit Satteldach, eingezogenem Polygonalchor und umlaufenden Stützkeilen, Eingangsportal mit gesprengtem Giebel, nordöstlicher Turm mit Zwiebelhelm, Gesims- und Pilastergliederung, wohl 1368, im 17./18. Jahrhundert verändert, Presbyterium 19. Jahrhundert; mit Ausstattung; ehemalige Friedhofskapelle, ursprünglich wohl Karner, dreiseitig geschlossener und verputzter Satteldachbau mit Glockengiebel, Spitzbogenfenstern und Gruft, spätgotisch; mit Ausstattung. | D-3-76-170-8  | weitere Bilder         |
| Rötlsteinstraße 19 (Standort)                     | Ehemaliger Zweiseithof             | Ehemaliges Wohnstallhaus, zweigeschossiger und verputzter Walmdachbau; Stadel, erdgeschossiger Bruchsteinmauerwerksbau mit hohem Satteldach; 18. Jahrhundert. | D-3-76-170-10 | Ehemaliger Zweiseithof |

## Ehemalige Baudenkmäler
In diesem Abschnitt sind Objekte aufgeführt, die früher einmal in der Denkmalliste eingetragen waren, jetzt aber nicht mehr. Objekte, die in anderem Zusammenhang also z. B. als Teil eines Baudenkmals weiter eingetragen sind, sollen hier nicht aufgeführt werden. Aktennummern in diesem Abschnitt sind ehemalige, jetzt nicht mehr gültige Aktennummern.

| Lage                                                            | Objekt                                 | Beschreibung | Akten-Nr.    | Bild |
| --------------------------------------------------------------- | -------------------------------------- | --- | ------------ | --- |
| Rötlsteinstraße 3 a (Standort)                                  | Ehemalige Friedhofskapelle             | Spätgotisch, mit Gruft, ursprünglich wohl Karner; mit Ausstattung; östlich an der Kirchhofmauer. In der aktuellen Denkmalliste nicht aufgeführt.                                                          | D-3-76-170-9 | Ehemalige Friedhofskapelle |
| Teublitz Schanzstraße (auf begrünter Sandsteinkuppe) (Standort) | Wallanlage, sogenannte Schwedenschanze | Rechteckige, etwa einen Meter hohe Umwallung in den Längen 20 × 15 m, mit diagonal gestellten Vorsprüngen an den Ecken, in Bruchstein gemauerte Eingänge an der mittigen Längsseite, wohl mittelalterlich | D-3-76-170-3 | [[Vorlage:Bilderwunsch/code!/C:49.216591,12.086773!/D:Schanzstraße (auf begrünter Sandsteinkuppe), Wallanlage, sogenannte Schwedenschanze!/\|BW]] |